# Паралегал
Паралегал (англ. Paralegal) — наименование профессии в англоязычных странах. Паралегалы, не имея высшего юридического образования, являются помощниками юристов и выполняют часть их функций. В то же время они не могут исполнять функции, на которые по закону имеют право юристы, то есть предлагать от своего имени юридические услуги, занимать постоянные должности в правоохранительной системе и судах. С другой стороны, для паралегалов не действуют кодексы служебного поведения, обязательные для юристов, работающих в официальных учреждениях.
Термин образован от используемого в США понятия «парапрофессионал» (англ. paraprofessional), то есть полупрофессионал — помощник профессионала, и получил широкое распространение именно в англоязычных странах в связи с высоким спросом на юридические услуги. Существуют 2—3-летние курсы на получение специальности паралегала. В других странах, как правило, специального «паралегального» образования не существует, подобные функции выполняются лицами с незаконченным юридическим образованием в качестве практики, либо лицами со смежным образованием.
Начиная с 2008 года в провинции Онтарио (Канада) паралегалам разрешается вести свою профессиональную деятельность наравне с адвокатами только после получения лицензии. Данный процесс довольно трудный как с финансовой, так и подготовительной стороны. Только те лица, которые закончили отделения колледжей по специальности «паралегал», могут сдавать заявление для сдачи экзамена для получения лицензии. К этому экзамену допускаются только те, которые получили дипломы паралегала из колледжей, учебный план которых признан Ассоциацией адвокатов Верхней Канады. 
Лицензионный экзамен проводится три раза в году под руководством Ассоциации адвокатов Верхней Канады. Номинанты должны платить значительную сумму для сдачи экзамена. Только те, кто успешно сдали экзамен, допускаются к следующей стадии получения разрешения для ведения частной деятельности или работы в каком-нибудь учреждении. Для этого они должны оформить страхование своей деятельности как паралегал, стать членом Ассоциации адвокатов Верхней Канады и платить членский взнос. 
Как и адвокаты, лицензированные паралегалы, прошедшие все вышеприведённые стадии, имеют право представлять интересы своих клиентов в судах первой инстанций, в судах по уголовным делам, когда их клиентам предъявлены обвинения в совершении преступлений, при осуждении по которым им грозит лишение свободы сроком до шести месяцев или штраф до двадцати пяти тысяч долларов, в различных трибуналах и комиссиях провинции Онтарио. 
В некоторых сферах, такие, как суды по дорожным нарушениям, Комиссии по делам арендодателя и арендатора, население пользуется исключительно услугами лицензированных паралегалов, так как их услуги стоят намного дешевле, чем у адвокатов. 
Сфера деятельности лицензированных паралегалов ограничена. Например, они не имеют права представлять интересы клиентов в семейных судах, в делах связанных с куплей-продажей недвижимости.